# レキツ
『レキツ』は、レキシの2枚目のスタジオ・アルバム。

## 解説
1stアルバム以来、約3年9カ月ぶり2枚目のフルアルバム。新曲9曲と“日本盤のみのボーナストラック”1曲の全10曲を収録。
前作に引き続き参加の足軽先生こといとうせいこう、シャカッチことハナレグミのほか、新たにANI、Bose（スチャダラパー）、安藤裕子、グローバー義和（Jackson vibe）、椎名林檎、堂島孝平、浜野謙太（元SAKEROCK、在日ファンク）、Mummy-D（RHYMESTER）といった面々が参加している。
キー・ビジュアルは“平安貴族”。アートワークは箭内道彦が担当。初回限定版は本人と参加ミュージシャンによる約1万枚の直筆手書きジャケット。DVDにはアルバム制作ドキュメンタリーや「どげんか遷都物語」のミュージック・ビデオが収録される。
2曲目の「きらきら武士 feat.Deyonna」は2016年11月9日からダイハツ工業のコンパクトトールワゴン「トール」のCMソングに起用された。

## 収録曲
| 全編曲: レキシ。 |                                                        |                         |                  |       |
| #                | タイトル                                               | 作詞                    | 作曲             | 時間  |
| 1.               | 「そうだレキシーランド行こう feat.MC末裔・MC四天王」   | 池田貴史 ANI BOSE       | 池田貴史         | 5:03  |
| 2.               | 「きらきら武士 feat.Deyonná」                          | 池田貴史                | 池田貴史         | 4:06  |
| 3.               | 「ペリーダンシング feat.シャカッチ」                   | 池田貴史                | 池田貴史         | 4:19  |
| 4.               | 「どげんか遷都物語 feat.織田信ナニ?」                  | 池田貴史                | 池田貴史         | 5:57  |
| 5.               | 「ほととぎす feat.聖徳ふとこ」                         | 池田貴史 安藤裕子       | 池田貴史         | 4:22  |
| 6.               | 「かくれキリシタンゴ 〜Believe〜 feat.MC母上」         | 池田貴史 Mummy-D        | 池田貴史         | 4:36  |
| 7.               | 「レキシ ト ア・ソ・ボ」(The Lamb)                     | 池田貴史                | ジョン・タヴナー | 4:51  |
| 8.               | 「妹子なぅ feat.マウス小僧JIROKICHI」                  | 池田貴史 堂島孝平       | 池田貴史         | 4:07  |
| 9.               | 「狩りから稲作へ feat.足軽先生・東インド貿易会社マン」 | 池田貴史 いとうせいこう | 池田貴史         | 5:55  |
| 10.              | 「歴史と遊ぼう」(日本盤のみボーナストラック)           | 池田貴史                | 池田貴史         | 2:56  |
| 合計時間:        | 合計時間:                                              | 合計時間:               | 合計時間:        | 46:17 |

## 参加ミュージシャン・レキシネーム

### ゲスト
- MC末裔（ANI from スチャダラパー）（#1）
- MC四天王（BOSE from スチャダラパー）（#1）
- 聖徳ふとこ（安藤裕子）（#5）
- 足軽先生（いとうせいこう from □□□）（#9）
- 東インド貿易会社マン（グローバー義和 from Jackson vibe）（#9）
- Deyonná（椎名林檎）（#2）
- シャカッチ（ハナレグミ）（#2, #3, #6, #7, #9）
- マウス小僧JIROKICHI（堂島孝平）（#8）
- 織田信ナニ? （浜野謙太 from SAKEROCK、在日ファンク）（#4）
- MC母上（Mummy-D from RHYMESTER）（#6）

### サポートメンバー
- ヒロ出島（山口寛雄 / ベース）（#2, #3, #4, #5, #7, #8, #9）
- 蹴鞠chang（玉田豊夢 / ドラムス）（#1, #2, #3, #4, #5, #7, #8, #9）
- DA小町（町田昌弘 / ギター）（#4, #5, #8, #9）
- REKISHI ALL STARS （#9）